# 西格尼蒂克

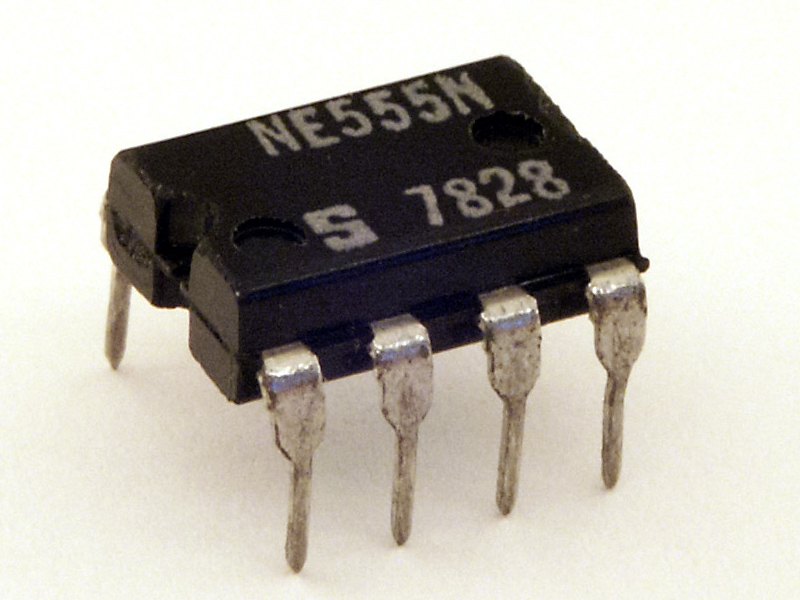
西格尼蒂克公司的知名產品：555計時器。

西格尼蒂克（Signetics），是美國半導體製造產業中的一家主要業者，該公司產製多種類型的半導體裝置，如積體電路、Bipolar、MOS、Dolby電路、邏輯晶片、記憶體、類比電路，以及摩托羅拉相容的中央處理器，部分類型的裝置零件也用於第一部雅達利電視遊樂器中。

## 历史
西格尼蒂克從1960年或1961年由工程師：Dave Allison所開始，此一公司的命名方式為SIGnal NETwork Integrated Circuits（信號網路積體電路），此一命名方式雷同於Intel（Intelligent，智慧），西格尼蒂克的主要業務在於半導體製造。多數產品皆從美國加州Sunnyvale產出，並擴廠於猶他Orem以及新墨西哥Albuquerque，約有2、3座晶圓廠：FAB22（4吋晶圓）及FAB23（6吋晶圓）。
約在1971年，西格尼蒂克推出555計時器積體電路，此被稱為「The IC Time Machine」，這也是至今為止第一個且唯一的一個被商業化IC計時器。
在美國，西格尼蒂克的製造約在1980年代到達最高峰，但之後面對超微半導體、英特爾等公司的競爭而逐漸走弱。
在南韓，西格尼蒂克於1966年開始設立封裝測試廠，之後於1975年被飛利浦所收併，並成為獨立的子契約服務供應商，到了2000年由永豐公司（영풍）收併西格尼蒂克，成為其主要的股東。

## 掩飾職業傷害
1979年西格尼蒂克公司位於美國加州Sunnyvale晶圓廠的現場作業工人因為反覆暴露在廠內的化學氣體中而導致身體不適，西格尼蒂克管理階層為避免事態擴大，因而讓這四名員工在自助餐廳呆坐一整年。此為美國第一宗半導體產業的員工職業傷害案例。
此事件發生後，美國國家職業安全與健康機構（NIOSH）進行調查，但因為西格尼蒂克公司不配合調查，最後只能以「證據不足」結案，因此西格尼蒂克公司也未給員工賠償，事件因此不了了之。